# 馬場 (さいたま市)
馬場（ばんば）は、埼玉県さいたま市緑区の町名。現行行政地名は馬場一丁目及び馬場二丁目。住居表示未実施地区。郵便番号は336-0912。

## 地理
さいたま市緑区北西部の大宮台地（浦和大宮支台）上に位置する。北で新宿、北東で三室の飛地、東で宮本、南東で三室の飛地、南で松木、西で三室に隣接する。北部の台地の縁を見沼代用水西縁が流れる。地内は全域が市街化区域で、主に住宅地であるが、生産緑地地区も見られる。

### 地価
住宅地の地価は、2013年（平成25年）7月1日に公表された埼玉県の地価調査によれば、馬場1丁目23番7の地点で13万2000円/m2となっている。

## 歴史
この地区は旧浦和市の誕生前は三室村の一部、後に浦和市大字三室の一部だった。

### 沿革
- 1978年（昭和53年）6月13日 - 馬場特定区画整理事業の都市計画決定[7]。
- 1983年（昭和58年）4月1日 - 浦和市立三室中学校（現、さいたま市立三室中学校）が現在のさいたま市立芝原小学校の場所から現在地に新築移転する。
- 1994年（平成6年）8月19日 - 馬場特定区画整理事業完了に伴い浦和市大字三室の一部から馬場一・二丁目が成立[8]。
- 2001年（平成13年）5月1日 - 浦和市が、与野市、大宮市と合併しさいたま市となり、さいたま市の町名となる。
- 2003年（平成15年）4月1日 - さいたま市が政令指定都市に移行しさいたま市緑区の町名となる。

### 地名の由来
三室の小字である馬場が由来。

## 世帯数と人口
2017年（平成29年）9月1日現在の世帯数と人口は以下の通りである。
| 丁目       | 世帯数    | 人口    |
| ---------- | --------- | ------- |
| 馬場一丁目 | 612世帯   | 1,413人 |
| 馬場二丁目 | 610世帯   | 1,624人 |
| 計         | 1,222世帯 | 3,037人 |

## 小・中学校の学区
市立小・中学校に通う場合、学区（校区）は以下の通りとなる。
| 丁目       | 番地      | 小学校                 | 中学校                 |
| ---------- | --------- | ---------------------- | ---------------------- |
| 馬場一丁目 | 1〜38番地 | さいたま市立三室小学校 | さいたま市立三室中学校 |
| 馬場一丁目 | その他    | さいたま市立芝原小学校 | さいたま市立三室中学校 |
| 馬場二丁目 | 全域      | さいたま市立芝原小学校 | さいたま市立三室中学校 |

## 交通
地区内に鉄道は敷設されていない。最寄り駅は武蔵野線東浦和駅であるが、馬場1丁目23番7の地点よりおよそ3.5 kmの場所にある。

### 道路
- 与野東口三室線[10]
- 三室1号線[10]

### バス
- 三室中学校バス停（国際興業バス）
- 馬場折返場バス停（同上）

※いずれもJR武蔵野線東浦和駅より10分程度。

## 地域

### 寺社・史跡
- 馬場小室山遺跡（1丁目）
- 東漸寺（1丁目）
- 馬場三室堂（2丁目）

### 施設
1丁目
- さいたま市立三室中学校
- 馬場西公園

2丁目
- 馬場東公園
- 馬場区画整理記念会館